# Amphiroa taylorii
Amphiroa taylorii E.Y. Dawson, 1953  é o nome botânico  de uma espécie de algas vermelhas pluricelulares do gênero Amphiroa.
- São plantas marinhas encontradas no México (Arquipélago de Revillagigedo) e na Micronésia.

## Sinonímia
Não apresenta sinônimos.